# Hansjürgen Müller-Beck

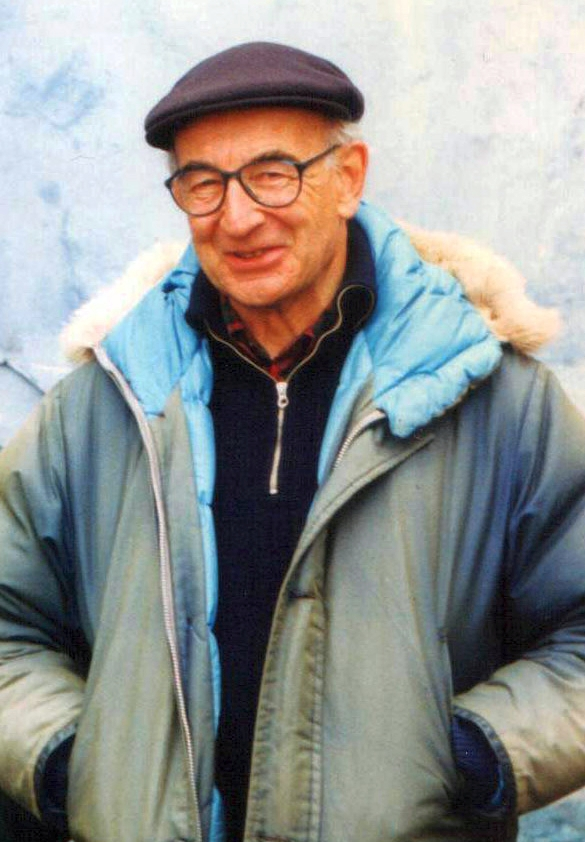
Hansjürgen Müller-Beck (1995) in Uelen (Tschukotka)

Hansjürgen Müller-Beck (* 13. August 1927 in Apolda; † 2. August 2018 in Bern) war ein deutscher Prähistorischer Archäologe.

## Leben
Hansjürgen Müller-Beck besuchte die Schule in Berlin und musste sein Abitur am humanistischen Mommsen-Gymnasium im April 1944 abbrechen, um bis Mai 1945 Wehrdienst im Zweiten Weltkrieg zu leisten. Nach Kriegsende setzte er die Schule in Gießen fort und legte 1949 das Abitur ab.
Ab 1950 studierte er zunächst Soziologie, später Ur- und Frühgeschichte, Ethnologie und Geologie in Heidelberg bei Ernst Wahle. Er setzte das Studium in Bern, Freiburg im Üechtland (Schweiz) und Tübingen fort, wo er 1955 mit der Arbeit Das obere Altpaläolithikum in Süddeutschland bei Gustav Riek promoviert wurde. Von 1956 bis 1959 war er Assistent bei Hans-Georg Bandi an der Abteilung für Ur- und Frühgeschichte des Bernischen Historischen Museums. Im Sommer 1959 unternahm er eine Studienreise nach Anatolien, bevor er 1960 unter der Leitung von Hermann Trimborn als Archäologe an der Deutschen Bolivien-Expedition teilnahm. Seit Mitte 1962 als Forschungsassistent an der Prähistorischen Staatssammlung München tätig, leitete er die Grabung am Speckberg bei Meilenhofen.
Nach der Habilitation 1965 in Freiburg im Breisgau über „Das Blattspitzenpaläolithikum Nordeurasiens und Nordamerikas“ war er zunächst Gastdozent an der Universität von Wisconsin und anschließend ab 1966 Dozent in Freiburg.
Von 1969 bis zu seiner Emeritierung 1995 war Müller-Beck Lehrstuhlinhaber am Institut für Urgeschichte bzw. Institut für Jägerische Archäologie, das Teil der Geowissenschaftlichen Fakultät der Universität Tübingen war. Unter der Leitung von Müller-Beck hatte es eine Sonderstellung innerhalb der archäologischen Institute Deutschlands, da die naturwissenschaftliche bzw. interdisziplinäre Ausrichtung im Vordergrund stand und nur hier die Promotion in einem prähistorischen Thema zum Dr. rer. nat. der Naturwissenschaften möglich war. Erst 1992 wurde es als „Abteilung Urgeschichte und Jägerische Archäologie“ mit der „Abteilung für Jüngere Vorgeschichte und Archäologie des Mittelalters“ zum Institut für Ur- und Frühgeschichte zusammengelegt.
Von 1970 bis 1974 war Müller-Beck Vorsitzender der Deutschen Gesellschaft für Ur- und Frühgeschichte. Von 1980 bis 1995 engagierte er sich als Sekretär der Commission for the Palecology of Early Man bei der INQUA und fungierte 1986 bis 1989 als Präsident der Alfred-Wegener-Stiftung. Er war Gründungsmitglied der Gesellschaft für Urgeschichte und Förderverein des Urgeschichtlichen Museums Blaubeuren und deren Vorsitzender von 1997 bis 2004.

## Forschungsschwerpunkte
Zu Beginn der 1960er Jahre forschte Müller-Beck über neolithische Holzgeräte der Cortaillod-Siedlung am Burgäschisee, die er gemeinsam mit Hans-Georg Bandi ausgegraben hatte. Später führte er eine Vielzahl von Ausgrabungen in Europa, Asien und Amerika durch. Ein Forschungsschwerpunkt blieb das Mittelpaläolithikum Europas, weitere lagen in der arktischen Archäologie sowie auf ethno-archäologischen Studien bei jägerisch lebenden Völkern. Zwischen 1970 und 1975 sowie 1987 und 1989 untersuchte er den historischen Moschusochsen-Jagdplatz Umingmak auf der Banksinsel in der kanadischen Arktis, zusätzlich auch die Lebensweise der modernen Inuit. Ein Fundplatz der Alten Beringmeerkultur am Ufer der Beringstraße (Siedlung und Gräberfeld von Ekven) führte ihn ab 1995 mehrfach nach Tschukotka (Sibirien). Zuvor hatte er bereits Ausstellungen zu diesem Fundplatz in Deutschland und der Schweiz organisiert. Ebenfalls in den 1990er Jahren führte er eine Ausgrabung zur vorgeschichtlichen Besiedlung der Sakai-Höhle (Provinz Trang, Südthailand) durch, verbunden mit einer Dokumentation von in der Nähe der Grabungsstelle lebenden Mani. Seine jüngsten Grabungen befassten sich mit einer prähistorischen Fundregion in Seboruco und im Abri „El Charcón“ bei Sagua La Grande auf Kuba.

## Schriften
- Das obere Altpaläolithikum in Süddeutschland. T. 1: Text. Habelt in Kommission, Bonn 1957.
- mit Rudolf Grahmann: Urgeschichte der Menschheit. Kohlhammer, Stuttgart 1967.
- mit Joachim Hahn, Wolfgang Taute: Eiszeithöhlen im Lonetal. Archäologie einer Landschaft auf der Schwäbischen Alb. Führer zu vor- und frühgeschichtlichen Denkmälern in Württemberg und Hohenzollern. Müller und Gräff, Stuttgart 1973.
- (Hrsg.) 1983: Urgeschichte in Baden-Württemberg. Stuttgart, Konrad Theiss Verlag.
- Die Steinzeit. Der Weg der Menschen in die Geschichte. C.H. Beck, München 1998, ISBN 3-406477194 (C.H.Beck Wissen, Band 91) (4. Auflage 2008).
- Die Eiszeiten. Naturgeschichte und Menschheitsgeschichte. C.H. Beck, München 2005, ISBN 3-406508634 (2. Auflage 2009).